# Serebrjannyje golovy
Serebrjannyje golovy (russisk: Серебряные головы) er en russisk spillefilm fra 1998 af Jevgenij Jufit.

## Medvirkende
- Tatjana Verkhovskaja
- Vasilij Derjagin
- Valerij Krisjtapenko
- Nikolaj Marton
- Vladimir Maslov